# Moeche
Moeche è un comune spagnolo di 1 358 abitanti situato nella comunità autonoma della Galizia.